# The Pride and the Passion
The Pride and the Passion is een Amerikaanse film uit 1957 van Stanley Kramer met in de hoofdrollen Cary Grant, Sophia Loren en Frank Sinatra.
De film is losjes gebaseerd op de roman "The Gun" van C.S. Forester.
"The Pride and The Passion" was geen groot succes in de bioscopen. Uiteindelijk zou de film winst maken, maar zeker niet in het begin. Ook de critici waren niet echt over de film te spreken. Regisseur Stanley Kramer, die ook de film produceerde, was niet tevreden. Hij zag de film als mislukt om dat in zijn idee het kanon de hoofdrol had in plaats van een acteur. Ook vond hij dat er weinig chemie was tussen de hoofdrolspelers.

## Verhaal
In 1810 is Napoleon bezig met een offensief in Spanje. De terugtrekkende Spaanse troepen moeten noodgedwongen een zwaar kanon achterlaten. Om te voorkomen dat het in vijandelijke handen valt duwen ze het zeven ton wegende gevaarte in een ravijn. Een Britse marineofficier, Anthony Trumbell, krijgt toestemming van de Spaanse regering om het kanon weg te halen. Hij stuit echter op de Spaanse guerrilla's van Miguel die het kanon willen inzetten om hun geboortestad Ávila te bevrijden van de Fransen. Trumbell weet dat hij het kanon niet alleen kan weghalen en heeft Miguel nodig. Op zijn beurt heeft de guerrillaleider Trumbell nodig, aangezien de laatste de enige is die weet hoe het kanon afgevuurd wordt. Het kanon wordt opgetakeld en tweehonderd boeren helpen het kanon naar Ávila te duwen, een reis van 1000 kilometer. De reis wordt bemoeilijkt als Trumbell zich nogal hooghartig gedraagt en tot overmaat van de ramp verliefd wordt op Juana, de vriendin van Miguel. Als ze bij een rivier komen, ontwerpt Trumbell een vlot voor het kanon. Echter bij de overtocht breekt het touw en het kanon komt vast te zitten. Miguel moet duizenden Spanjaarden optrommelen om het bakbeest los te krijgen. Niet lang daarna bereiken ze een Frans legerkamp en Miguel besluit het aan te vallen in plaats van eromheen te trekken. De omtrekkende beweging zou weken kosten en inmiddels is duidelijk dat de Fransen extreem wreed optreden in Ávila, dus elke dag telt. De aanval lukt, maar Miguel en Trumbell krijgen nog meer ruzie als de laatste ziet dat Franse gevangenen worden vermoord. Juana probeert Trumbell ervan te overtuigen dat de Spanjaarden vechten voor hun leven en dat Britse ridderlijkheid hier niet past. Trumbell protesteert, maar niet veel later kust hij haar. Ze worden verliefd en dat veroorzaakt nog meer wrijving met Miguel. Als het kanon dichter bij Ávila komt, raakt het beschadigd. Na veel aarzeling geeft de bisschop toestemming om het wapen te laten repareren in de kathedraal. Gebruikmakend van de processies die worden gehouden in de Heilige Week weten de guerrilla's met hun kanon onder de ogen van de Fransen weer te ontsnappen. Bij Ávila schiet Trumbell een bres in de stadsmuren en bestormen de guerrilla's en boeren de stad. Duizenden komen om, waaronder Miguel, maar de rest weet de stad te heroveren op de Fransen. Als Trumbell na de slag over het slagveld loopt vindt hij de zwaargewonde Juana. Tegen de wil van Trumbell in had ze zich aangemeld bij de guerrilla's om mee te vechten. Ze is stervende, maar kan nog tegen Trumbell zeggen dat ze van hem houdt. Trumbell legt de lichamen van Miguel en Juana naast elkaar en neemt afscheid. Later trekt hij met de boeren en het kanon weg uit Ávila.

## Rolverdeling
| Acteur         | Personage        |
| -------------- | ---------------- |
| Cary Grant     | Anthony Trumbull |
| Sophia Loren   | Juana            |
| Frank Sinatra  | Miguel           |
| Theodore Bikel | Jouvet           |
| John Wengraf   | Sermaine         |

## Achtergrond

### Scenario
Het echtpaar Anhalt schreef het scenario voor de film op basis van het boek "The Gun" van C.S. Forester. Al voordat ze begonnen met het schrijven van het scenario was duidelijk geworden dat het huwelijk van de Anhalts voorbij was. Ze waren gescheiden voordat ze aan het scenario begonnen. "The Pride en The Passion" zou gelijk ook hun laatste artistieke samenwerking zijn. Ze kregen tijdens het schrijven echter zo'n ruzie dat ze weigerden om nog langer samen te werken. Regisseur/producent Stanley Kramer moest optreden als bemiddelaar en kreeg uiteindelijk een mager scenario. Hij was hierdoor gedwongen om scenariodokter Earl Felton op het laatste moment binnen te halen om het geheel te herschrijven. Fenton zou echter niet op de aftiteling worden vermeld. Het scenario wijkt behoorlijk af van de roman van Forester. Zo komen er vrijwel geen Britse personages voor in het boek en zeker geen hoofdfiguren. Daarnaast zijn er verschillende guerrillaleiders die zich in de roman met het kanon bemoeien. In het scenario zijn deze leiders samengevoegd in het personage van Miguel. Het kanon wordt in de roman niet gebruikt tegen steden als Ávila en uiteindelijk vernietigd in de strijd. Ook de afmetingen wijken af. In de roman is het kanon een 18-ponder, circa vier meter lang, ongeveer 60 cm in diameter en weegt drie ton. In de film is het wapen 12 meter lang en weegt zeven ton. Het wordt geladen van 96 pond zware kanonskogels, terwijl in het boek de kogels 18 pond wegen.

### Acteurs
Stanley Kramer begon in juli 1955 met de audities. Aanvankelijk wilde hij naast Cary Grant, Marlon Brando als Miguel inhuren en Ava Gardner als Juana. Gardner had andere verplichtingen en wel voor de film The Little Hut (1957). Kramer polste toen de Italiaanse actrice Gina Lollobrigida maar die had toegezegd om in Trapeze (1956) te spelen. Carlo Ponti bood vervolgens zijn cliënte Sophia Loren aan. Cary Grant had echter grote bezwaren, met name omdat Sophia Loren nauwelijks een woord Engels sprak en nog niet eerder in een Engelstalige film had gespeeld. Kramer hield zijn poot echter stijf en contracteerde Loren voor 200.000 dollar. Marlon Brando las het scenario en vond het maar middelmatig. Hij weigerde de rol. Ook Humphrey Bogart was niet beschikbaar, waarna Kramer Sinatra wilde inhuren. Sinatra had weinig zin in het project maar hapte toe omdat het hem dichter bij zijn vrouw Ava Gardner zou brengen, die filmopnames maakte in Europa, waaronder Spanje, voor de film The Sun Also Rises. Het huwelijk van Gardner en Sinatra zat in een crisis en Sinatra hoopte op een verzoening. Cary Grant had juist wel zin in de film, juist omdat het hem zou wegvoeren van zijn inmiddels mislukte huwelijk met Betsy Drake. Hij kreeg 10% van de winst die de film zou maken.

### Productieproblemen
De productie van "The Pride and the Passion" was al even problematisch als het verplaatsen van het kanon in de film. Frank Sinatra was eigenlijk alleen naar de opnames in Spanje gekomen om bij zijn vrouw Ava Gardner te zijn. Hij wilde de crisis in zijn huwelijk met Gardner uitpraten en zocht contact met haar. Intussen veroorzaakte Sinatra bijna een politieke rel door een spandoek bij zijn hotelkamer te hangen met de tekst: "Franco is a Fink" ("Franco is een onderkruiper"). Dictator Franco was tijdens de Spaanse Burgeroorlog van 1936 aan de macht gekomen en was bevriend geweest met Adolf Hitler en Benito Mussolini. Zijn fascistische bewind was niet populair in het liberale Hollywood en bij Sinatra. Producent Stanley Kramer had echter veel moeite gedaan om de productie in Spanje te mogen draaien en vreesde repercussies. Sinatra trok zich niets aan van Kramers protesten. Hij weigerde vervolgens om in gehuurde auto's te rijden en liet zijn eigen auto, een Ford Thunderbird, overvliegen uit Los Angeles op kosten van United Artists. Toen uiteindelijk Gardner onverzoenlijk bleek wilde Sinatra plotseling weer snel terug naar de VS. Hij vroeg aan Kramer om al zijn scènes zo kort mogelijk te maken en ze allemaal zo snel mogelijk achter elkaar op te nemen. Hoewel Kramer hier niet blij mee was, gaf hij toe. Aan het einde van de draaiperiode voegde hij toen tien draaidagen toe in de Universal Studio om nog wat zaken aan te passen. Verder werd het gemis van Sinatra opgevangen met het herschrijven van scènes, goede montage en het gebruik van stand-ins. Een ander probleem voor Kramer was dat Cary Grant totaal was omgeslagen. Had hij eerst geprotesteerd tegen de komst van Sophia Loren, tijdens de opnames werd hij halsoverkop verliefd. Grant was getrouwd met Betsy Drake en Loren was verloofd met Carlo Ponti. De verliefdheid van Grant begon een obsessie te worden en Sophia Loren kreeg uiteindelijk genoeg van hem. Loren zelf ondervond ook de nodige problemen. Behalve het afhouden van de verliefdheid van Grant moest ze ook de Engelse taal leren. Ponti adviseerde haar om een snelcursus te volgen. Na de cursus werd ze intensief begeleid door de vrouw van Stanley Kramer, Anne, die elke avond de dialogen met Loren repeteerde.

### Productie
Regisseur/producent Kramer zocht een jaar lang naar geschikte locaties. Volgens zijn autobiografie moest hij eerst toestemming vragen van Franco. De dictator gaf toestemming en stelde ook duizenden soldaten beschikbaar als figuranten. Het totale budget voor de film zou oplopen tot 4 miljoen dollar. De film werd vrijwel in zijn geheel opgenomen in Spanje op de volgende locaties: Ciudad Encantada, Cuenca, Castilië-La Mancha, het El Escorial klooster, El Escorial, Madrid,  Santiago de Compostela, La Coruña, Galicië, Het Romeinse Aquaduct, Segovia, Castilië en León, Toledo, Castilië-La Mancha, Valdemoro, Madrid. Een deel van de opnames werd tussen januari en begin februari 1957 gemaakt op de buitenterreinen van de Universal Studio's. Deze opnames waren noodzakelijk omdat Sinatra de opnames in Spanje al in een vroeg stadium had verlaten en er nog aanvullende scènes nodig waren met hem. Er werden zes kanonnen gebouwd voor de film door ontwerper Rudolph Sternad. Sternad verdiepte zich in de historie en bestudeerde diverse kanonnen in musea. Vanwege het gewicht van de kanonnen, werd er steeds één gebruikt voor de dagopnames, terwijl de andere vijf naar volgende locaties werden gesleept. Vijfentwintig assistenten werden steeds ingezet voor het ontmantelen, vervoeren en weer in elkaar zetten van de kanonnen. De Los Angeles Times van januari 1956 meldde dat de kanonnen waren vervaardigd van gips, balsahout en andere materialen. Volgens The Time review waren ze echter gemaakt van niet-brandbaar plastic. Zo'n 5000 tot 10.000 figuranten deed aan de film mee. Voor het filmen van de scènes van het beschieten van de muur van Ávila werd een nepmuur van kurk gebouwd om de echte stadsmuur te sparen. Het ontploffen van een deel van de muur moest twee keer worden opgenomen omdat de eerste keer de explosieve lading niet afging. De opnames verliepen niet gemakkelijk. In zijn autobiografie beschrijft Kramer dat hij bijna een zenuwinzinking kreeg van het regisseren van de massascènes. De duizenden figuranten verpestten regelmatig de opnames door naar de camera te zwaaien. Ook het kanon leek een eigen wil te hebben. Het was moeilijk te manoeuvreren over het ruwe terrein tijdens de gevechtsscènes terwijl onderwijl explosieven afgingen en figuranten meerenden. Sinatra en Sophia Loren deden veel stunts zelfs. Loren raakte bijna gewond toen ze naar de bres rende en een explosief vlak bij haar tot ontploffing kwam.